# 李涛 (1905年)
李涛（1905年9月4日—1970年12月20日），原名李盛才，曾用名李湘舲，男，瑶族，湖南汝城人，中国人民解放军开国上将。
第一次国共内战时期，李涛历任赣西独立团第二游击大队指导员、第一大队党代表，江西红军独立第三团一连党代表、团政治处宣传科科长，红六军第一纵队三支队政委、一纵队政治部宣传科科长、第三纵队八支队政委，红三军第一纵队（后改称红七师）政委，红十三军第三十九师政委、红军总政治部宣传科科长，红一方面军政治部破坏部（后改称对敌工作部）部长、红九军团政治部主任、军团政治保卫局局长。长征中任红一方面军政治保卫局红军工作部执行科科长、军委纵队先遣突击队队长、纵队先遣司令部协理员，军委二局政委、军委四局队列科科长、军委纵队司令员和政治部主任。到陕北后，任西北革命军事委员会政治保卫局执行部部长，红一方面军政治部统战部部长、陕南红七十四师军政委员会副主任，八路军驻西安办事处处长。抗日战争爆发后，任八路军驻武汉办事处处长，南岳游击干部训练班政治教官，中共中央军委经济建设部部长、军委秘书长，中共中央情报部第三室主任，军委作战部副部长兼作战局代局长。第二次国共内战时期，任军委作战部部长兼一局局长。中华人民共和国成立后，任中央军委工程学校校长，军委技术部部长，总参谋部第三部部长、政委等职。

## 生平

### 早年生平
1923年起，在郴县第七联合中学读书，参加过爱国学生运动。1926年春，加入中国共产党。在衡阳湖南政治讲习所学习后，被派到国民革命军左翼军总指挥部宣传大队当宣传员。不久回汝城县开展工人运动，被选为汝城县总工会委员长兼工人纠察队队长，曾加入中国国民党。
1927年9月于桂东参加秋收起义，任工农革命军第二师一团营党代表。失败后赴广州，先后在中共广东省、香港区委从事秘密工作。1929年，李涛到江西苏区任中国工农红军赣西独立团第二游击大队指导员、第一大队党代表，江西红军独立第三团一连党代表、团政治处宣传科科长。1930年春，任红六军第一纵队三支队政委、一纵队政治部宣传科科长、第三纵队八支队政委。同年秋任红三军第一纵队（后改称红七师）政委。在中央苏区第一次反围剿战争中，与师长陈伯钧率第7师与兄弟部队一起全歼国军第18师，俘其师长张辉瓒。1932年，李涛任红十三军第三十九师政委，参加南雄水口战役。后因支持毛泽东的主张被调任红军总政治部宣传科科长。1933年起，任红一方面军政治部破坏部（后改称对敌工作部）部长、红九军团政治部主任、军团政治保卫局局长。
1934年10月，李涛参加长征，历任红一方面军政治保卫局红军工作部执行科科长、军委纵队先遣突击队队长、纵队先遣司令部协理员，1935年任军委二局政委、军委四局队列科科长、军委纵队司令员和政治部主任。到陕北后，任西北革命军事委员会政治保卫局执行部部长，1936年任红一方面军政治部统战部部长、陕南红七十四师军政委员会副主任。1937年夏，任八路军驻西安办事处处长。

### 抗日战争与第二次国共内战时期
抗日战争爆发后，李涛任八路军驻武汉办事处处长，开展统一战线工作。1938年以第18集团军总司令部高级参谋的身份，做东北军、西北军、川军的统战工作。1939年，李涛任南岳游击干部训练班政治教官。1940年到八路军驻桂林办事处工作。1941年回延安，任中共中央军委经济建设部部长、军委秘书长。1942年任中共中央情报部第三室主任，同年冬任军委作战部副部长，1943年兼任作战局代局长。
第二次国共内战时期，任军委作战部代部长兼一局局长。1948年5月任部长兼第一局局长。重视统帅机关和各级司令部的业务建设，注重培养高效率、高质量完成任务的工作作风。第二次国共内战时期，李涛参与许多重要战役的组织计划、文电起草、资料搜集、战况汇报等工作。

### 中华人民共和国成立后

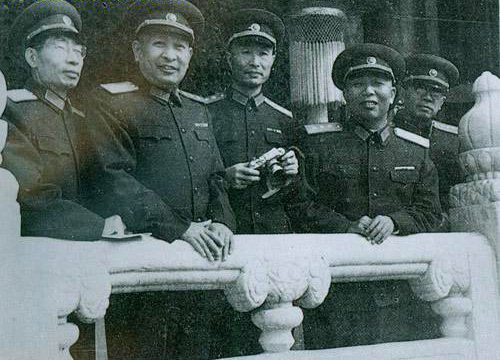
1961年10月1日，傅钟、钟期光、张爱萍、宋时轮、李涛（左起）在天安门城楼上

中华人民共和国成立后，李涛仍任军委作战部部长，曾负责保管中央人民政府人民革命军事委员会的印信一颗。1950年2月，李涛任中央军委机要工程学校校长，并参与创办中国人民解放军测绘学校和总参谋部测绘局、组织编写了步兵操典、内务、队列、纪律等条令。1952年3月任军委技术部（后改称总参三部）部长。1955年被授予上将军衔和一级八一勋章、一级独立自由勋章、一级解放勋章。1959年初任总参谋部第三部政委。提出政治工作与业务工作相结合的方针，要求政工干部必须懂业务，深入到业务中去；同时提出对技术干部实行“高门槛”政策，强调技术业务的中心地位。
李涛是中共第八届候补中央委员和中央监察委员会委员、第三届国防委员会委员。1965年，李涛因病免职休养。1969年，李涛被“战备疏散”到广州。1970年12月20日于广州逝世。